# 中赫集团
中赫集团是中華人民共和國一家房地產公司，也是北京國安的控股公司，旗下有中赫置地。

## 歷史
2005年，中赫置地成立，創始人為周金辉。旗下的開發項目有朝阳区“北纬40°”、海淀区“钓鱼台七号院”、海淀区“万柳书院”等高價住宅项目以及朝阳区望京“诚盈中心”等商業综合体项目。2011年，钓鱼台七号院因售价每平米30万人民币，遭到舆论普遍质疑，後來北京市住房和城乡建设委员会叫停該項目并开出171万违规开工的罚单，随后住宅恢复出售，並且價格降价至每平方米13.5万元至15万元。另外中赫集團也佈局能源行業，有色矿业進展較為順利，但石油行業進展不順。2011年前后，北京中赫石油勘探有限公司、中赫石油天然气有限公司注销。其他涉足的行業還有電子商務、教育機構以及體育領域。
宋丹丹的丈夫赵玉吉曾於2009年1月至2010年12月曾任中赫集团总裁。
2017年1月，中赫集团出资35.5亿元收购北京国安64%股权。

## 外部連結
- 官方网站